# جيفري براين ستراوبيل

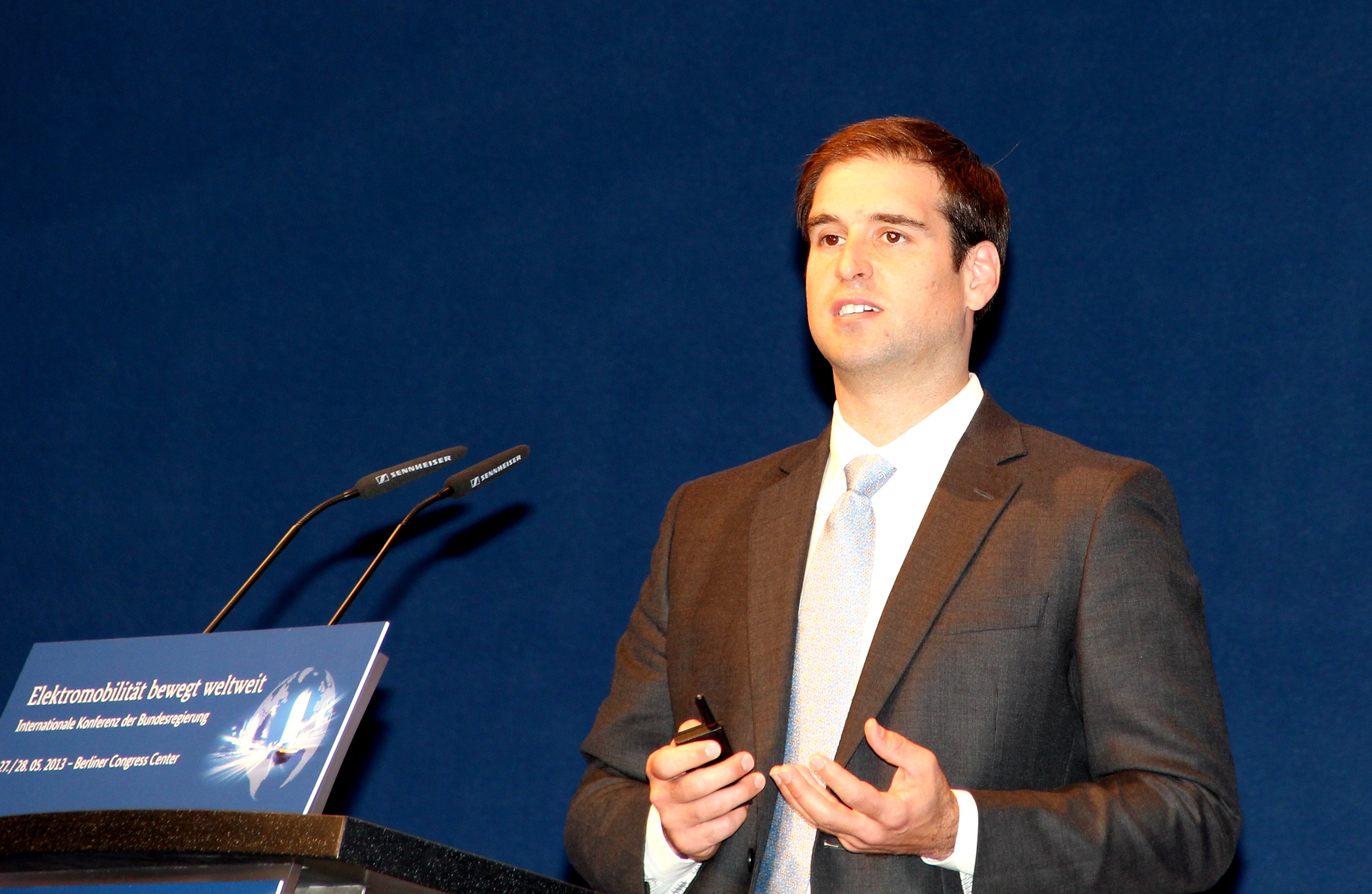
جيفري ب. ستراوبيل في القمة الألمانية للكهرباء في عام 2013،برلين

جيفري براين ستراوبيل (بالإنجليزية: JB Straubel)‏ (من مواليد 20 ديسمبر 1975) أحد مؤسسي شركة تيسلا ومدير التكنولوجيا التنفيذي السابق لها. أشرف خلال فترة عمله في تيسلا على العديد من التصاميم التقنية والهندسيه للمركبات، وعمليات تقييم التكنولوجيا الجديدة المستخدمه، خطط البحث والتطوير، ومراجعة كلا من الاجتهاد الفني للبائعين والشركاء الرئيسيين، ومراقبة حقوق الملكية الفكرية غير الإشراف على اختبارات التحقق من صحة الأنظمة.
بالإضافة إلى عمله في تيسلا، كان ضمن فريق مجلس إدارة سولار سيتي، وضمن هيئة تدريس جامعة ستانفورد، الجامعة التي تخرج منها، حيث يقوم بتدريس تكامل تخزين الطاقة التابع لبرنامج الغلاف الجوي والطاقة.
في مكالمة صحفية في 25 يوليو 2019، أعلن إيلون ماسك عن تنحي جيفري ستراوبيل عن مهامه الوظيفية اليومية كمدير تنفيذي في شركة صناعة السيارات الكهربائية.

## التعليم
حصل ستراوبيل على درجة البكالوريوس في هندسة أنظمة الطاقة وماجستير في هندسة الطاقة من جامعة ستانفورد.

## الاعتراف العلني
في عام 2008، تم اختيار ستراوبيل كأفضل مبتكر للعام من قبل معهد mit في قائمة أفضل 35 مبتكر في العالم تحت سن 35. وتحدث في مؤتمر Emtech الخاص بـ MIT عن أهمية ودور السيارات الكهربائية في بوسطن، كما حصل على درجة الماجستر في سبتمبر 2008.
تم تكريم ستراوبيل من قبل خريجو جامعة ستانفورد EDAY في يوليو 2008. كما خصصت مجلة ستانفورد مقاله عن دوره في نشأة شركة تيسلا في نفس العام.
في سبتمبر 2007، خلال حديث جيه بي في لجنة عن الطاقة بعنوان «الطاقة النظيفة والآمنة والفعالة» في جامعة ستانفورد إلى جانب وزير الخارجية السابق جورج شولتز، حيث أكد على أهمية التعليم حول تغير المناخ وخفض معدلات غازي أول أكسيد الكربون وثاني أكسيد الكربون.
في أبريل 2007، كتبت مجلة بوبيولار ساينس في ستراوبيل مقالة مطورة عنه.
تم عرض صورته في مجلة الإيكونومست في يوليو 2006، عندما أخذ المحافظ أرنولد شوارزنيجر في رحلة بالسيارة في تيسلا رودستر التي تم الإعلان عنها في سانتا مونيكا، كاليفورنيا. في مارس 2012، تحدث ستراوبيل في مؤتمر ديزاين ويست، الذي أنتجته UBM Electronics، في مركز مؤتمرات McEnery في سان خوسيه، كاليفورنيا.
قبل تيسلا، عمل ستراوبيل في شركة فولاكوم في منصب المؤسس المشارك جنبا إلى جنب مع هارولد روزين، حيث شارك الثنائي في تصميم منصة طائرات متخصصة على ارتفاعات عالية باستخدام محطة طاقة كهربائية جديدة تعمل بالهيدروجين. كما شارك في اختراع وتسجيل براءة اختراع مفهوم الدفع الهجين الجديد طويل التحمل الذي تم ترخيصه لاحقًا لشركة بوينغ.
على الرغم من عدم وجود نيه سابقة للعمل في مجال صناعة السيارات، إلا أنه ظهر شغفه الشديد مع صدور السيارات الكهربائية خصوصا سيارة بورش 944 الكهربائية التي حصلت في 21 أكتوبر 2000 على الرقم القياسي العالمي لسباق السيارات الكهربائية 240V SC / B.

## وصلات خارجية
- الموقع الرسمي لشركة تيسلا موتورز.
- الموقع الرسمي لجي بي ستراوبيل نسخة محفوظة 21 يوليو 2013 على موقع واي باك مشين..